# Makoto
Makoto é um conceito religioso japonês, presente em várias religiões, como a PL Kyodan, além de ser usado como símbolo nas artes marciais.

## Etimologia
- (a)makoto: sinceridade, dedicação fervorosa, honestidade, integridade, fidelidade, verdade, realidade; cf. dicionário inglês-japonês.

## Conceito religioso
"Makoto é a palavra japonesa para sinceridade e verdade interior".
É um ensinamento principal no sistema Kodenkan de Judô, significando "falar a partir de seu coração, em concordância com seus atos." 
Segundo Confúcio , "A sinceridade é o caminho do paraíso; fazer-se sincero é o caminho do homem. A sinceridade alcança o que é certo sem esforço e obtém o entendimento, sem pensar."
Segundo Meishu-Sama: "Quem possui MAKOTO respeita e cumpre, acima de tudo os seus compromissos. O desempenho correto da obrigações assumidas, embora não seja considerada como uma atitude relevante para a maioria das pessoas, é de suma importância para o homem de fé. O não cumprimento de um dever acaba sendo uma espécie de delito porque é uma maneira de enganar os outros.
Geralmente, o que mais costuma ser menosprezado num compromisso é o horário. Quando alguém deixa de ser pontual, está, de fato, causando aborrecimento e irritação àqueles que ficam esperando.
Há um provérbio antigo que chama a atenção para esse sentimentos: "É bom ser esperado; desagradável é esperar ".
Na Instituição Religiosa Perfect Liberty, PL, makoto é o sentimento mais profundo, verdadeiro e básico do ser humano. 
Tal sentimento confunde-se com a natureza própria da individualidade de cada um que é concedida por Deus. Segundo Oshieoyá-Samá, Patriarca da PL, "o makoto movimenta o universo", fazendo referência ao poder de concretização e realização da ação humana que se baseia nessa emoção, ou seja, conforme a doutrina peelista, ação que se baseia em Deus.